# Blumea
Blumea är ett släkte av korgblommiga växter. Blumea ingår i familjen korgblommiga växter.

## Bildgalleri

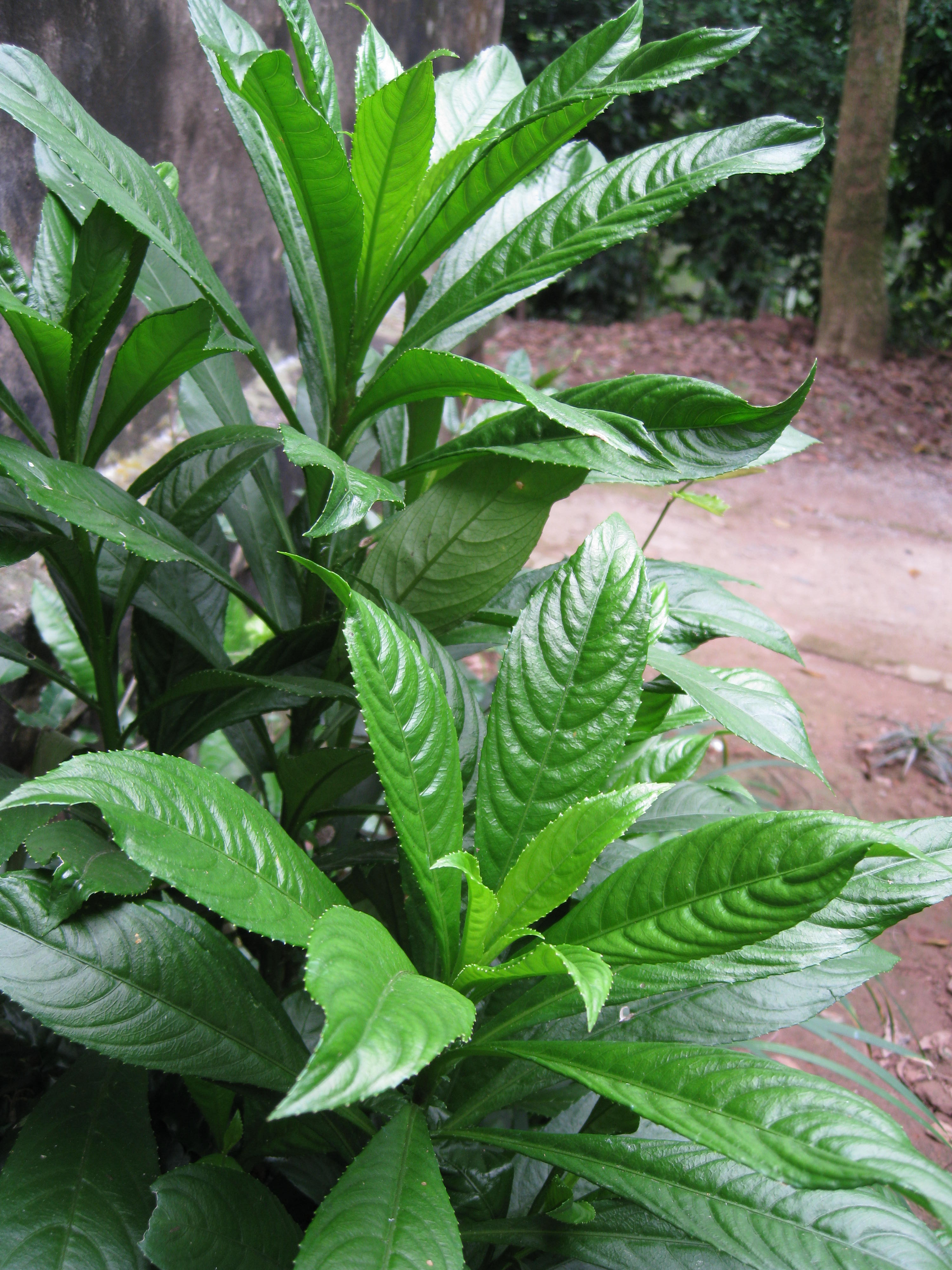

## Dottertaxa tillBlumea, i alfabetisk ordning[1]
- Blumea adamsii
- Blumea adenophora
- Blumea amplectens
- Blumea angustifolia
- Blumea arabidea
- Blumea arfakiana
- Blumea arnakidophora
- Blumea aromatica
- Blumea atropurpurea
- Blumea axillaris
- Blumea balsamifera
- Blumea barbata
- Blumea belangeriana
- Blumea benthamiana
- Blumea bicolor
- Blumea bifoliata
- Blumea borneensis
- Blumea braunii
- Blumea brevipes
- Blumea bullata
- Blumea cabulica
- Blumea cafra
- Blumea canalensis
- Blumea celebica
- Blumea chevalieri
- Blumea chinensis
- Blumea clarkei
- Blumea confertiflora
- Blumea conspicua
- Blumea crinita
- Blumea densiflora
- Blumea dentata
- Blumea diffusa
- Blumea diplotricha
- Blumea duclouxii
- Blumea eberhardtii
- Blumea elatior
- Blumea emeiensis
- Blumea eriantha
- Blumea fistulosa
- Blumea formosana
- Blumea henryi
- Blumea heudelotii
- Blumea hieracifolia
- Blumea hossei
- Blumea incisa
- Blumea integrifolia
- Blumea intermedia
- Blumea junghuhniania
- Blumea korthalsiana
- Blumea lacea
- Blumea lacera
- Blumea laciniata
- Blumea laevis
- Blumea lanceolaria
- Blumea lecomteana
- Blumea linearis
- Blumea longipes
- Blumea malcolmii
- Blumea manillensis
- Blumea martiniana
- Blumea membranacea
- Blumea milnei
- Blumea mindanaensis
- Blumea moluccana
- Blumea napifolia
- Blumea obliqua
- Blumea oblongifolia
- Blumea obovata
- Blumea oloptera
- Blumea oxyodonta
- Blumea paniculata
- Blumea pannosa
- Blumea papuana
- Blumea psammophila
- Blumea pubigera
- Blumea pungens
- Blumea ramosii
- Blumea repanda
- Blumea riparia
- Blumea sagittata
- Blumea saussureoides
- Blumea saxatilis
- Blumea scabrifolia
- Blumea scapigera
- Blumea sessiliflora
- Blumea sikkimensis
- Blumea sinuata
- Blumea stenophylla
- Blumea subalpina
- Blumea sumbawensis
- Blumea tenella
- Blumea tenuifolia
- Blumea thorelii
- Blumea timorensis
- Blumea vanoverberghii
- Blumea venkataramanii
- Blumea veronicifolia
- Blumea vestita
- Blumea viminea
- Blumea virens
- Blumea viscosa
- Blumea volkensii
- Blumea zeylanica